# Pinacia albalis
Pinacia albalis är en fjärilsart som beskrevs av M.Gaede. Pinacia albalis ingår i släktet Pinacia och familjen nattflyn. Inga underarter finns listade i Catalogue of Life.